# Swoge (gmina)
Swoge (bułg. Община Своге) – gmina w zachodniej Bułgarii, w obwodzie sofijskim.

## Miejscowości
Lista miejscowości gminy Swoge:
- Bakjowo (bułg.: Бакьово),
- Batulija (bułg.: Батулия),
- Bow (bułg.: Бов),
- Breze (bułg.: Брезе),
- Brezowdoł (bułg.: Брезовдол),
- Bukowec (bułg.: Буковец),
- Cereceł (bułg.: Церецел),
- Cerowo (bułg.: Церово),
- Dobrawica (bułg.: Добравица),
- Dobyrczin (bułg.: Добърчин),
- Drużewo (bułg.: Дружево),
- Elenow doł (bułg.: Еленов дол),
- Gabrownica (bułg.: Габровница),
- Gara Bow (bułg.: Гара Бов),
- Gara Łakatnik (bułg.: Гара Лакатник),
- Gubisław (bułg.: Губислав),
- Iskrec (bułg.: Искрец),
- Jabłanica (bułg.: Ябланица),
- Leskowdoł (bułg.: Лесковдол),
- Łakatnik (bułg.: Лакатник),
- Łukowo (bułg.: Луково),
- Miłanowo (bułg.: Миланово),
- Ogoja (bułg.: Огоя),
- Opletnja (bułg.: Оплетня),
- Osenowłag (bułg.: Осеновлаг),
- Rebrowo (bułg.: Реброво),
- Redina (bułg.: Редина),
- Swidnja (bułg.: Свидня),
- Swoge (bułg.: Своге) − siedziba gminy,
- Tompsyn (bułg.: Томпсън),
- Włado Triczkow (bułg.: Владо Тричков),
- Zanoge (bułg.: Заноге),
- Zasele (bułg.: Заселе),
- Zawidowci (bułg.: Завидовци),
- Zimewica (bułg.: Зимевица),
- Żelen (bułg.: Желен).